# Miguel Vaz Guedes de Ataíde Azevedo e Brito
D. Miguel Vaz Guedes de Ataíde Azevedo e Brito Malafaya (Fundão, São Martinho, 05 de dezembro de 1794 — Penafiel, Quinta de Barbosa, 27 de maio de 1864) foi um fidalgo e militar português do século XIX, último senhor da honra de Barbosa, situada no termo de Penafiel, por carta régia de 14 de Outubro de 1826 (D. João VI).

## Senhorio da honra de Barbosa
A honra de Barbosa, fundada por D. Mem Moniz de Ribadouro, era um dos mais antigos senhorios  de Portugal, remontando à época da fundação da nacionalidade.
Na segunda metade do século XV estava na posse da família Sousa (que descendia, por linhas femininas, da antiga linhagem dos Ribadouro), na pessoa de Fernão de Sousa, 1.º senhor de Gouveia do Tâmega, casado com D. Mécia de Castro, da casa dos Ataídes, condes de Atouguia. Uma das filhas deste casal, D. Joana de Castro, veio assim a herdar a honra de Barbosa (bem como a honra de Ataíde, situada em Santa Cruz de Riba Tâmega); da sua relação com D. João de Azevedo, bispo do Porto, nasceram 6 filhos, um dos quais, D. Manuel de Azevedo, antepassado de D. Miguel na 8.ª geração, teve o senhorio de Barbosa confirmado por carta régia de 29 de maio de 1543 (D. João III).

## Biografia
D. Miguel foi herdeiro de seu pai, Francisco Vaz Guedes Pereira Pinto, senhor de uma grande casa da província de Trás-os-Montes, o chamado Morgado do Arco, com sede em Vila Real, fundado no ano de 1636 pelo bispo-eleito do Porto, D. Francisco Pereira Pinto.

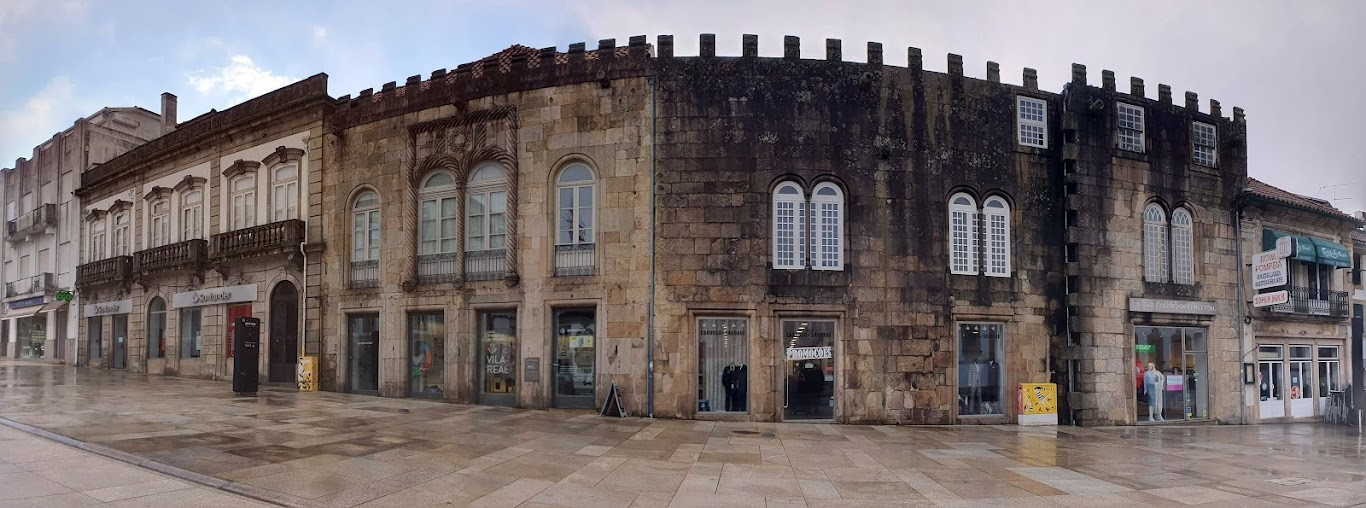
A Casa do Arco, em Vila Real, residência principal dos Vaz Guedes Pereira Pinto, entre 1634 e 1863. Foi na origem um palácio dos Marqueses de Vila Real - que porém, na 1.ª metade do séc. XVII, emprazaram o edifício ao alcaide-mor de Ervededo, Gonçalo Vaz Pinto, pai do instituidor do morgado do Arco

Nasceu no Fundão, muito provavelmente na atualmente chamada Casa dos Maias, que, no final do século XVIII, era a cabeça dos dois morgadios (S. Miguel e Montebelo) administrados pela família Vaz Guedes Pereira Pinto na região.

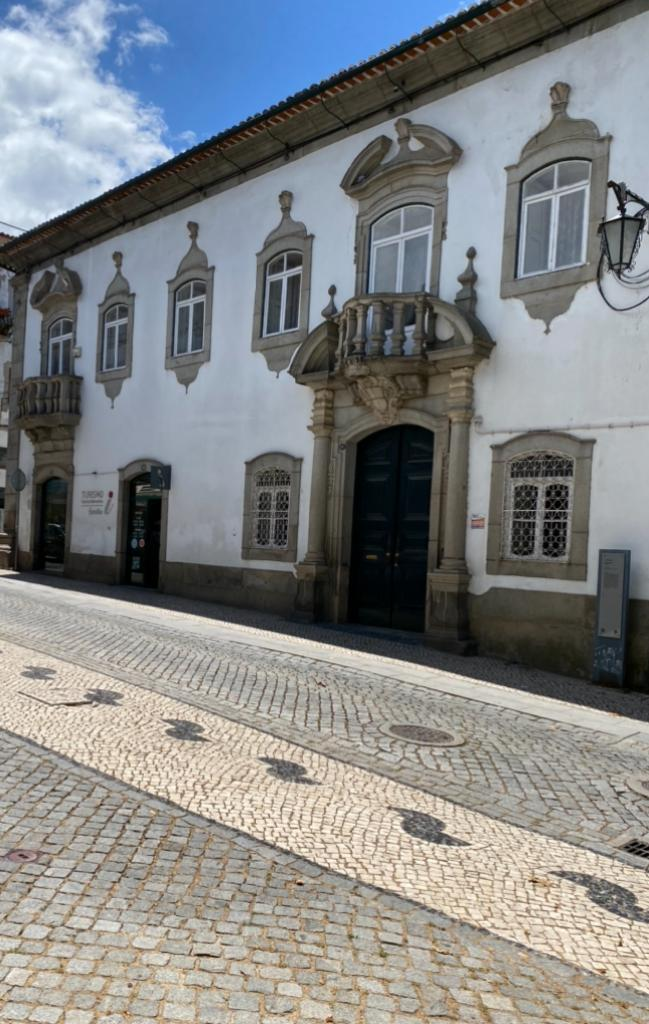
O solar hoje conhecido como Casa dos Maias (Fundão), onde D. Miguel Vaz Guedes de Ataíde nasceu, que era no século XVIII a sede dos morgadios da família Vaz Guedes Pereira Pinto no concelho do Fundão, e foi quartel do exército miguelista, em 1829.

Como filho primogênito (teve várias irmãs, uma das quais, D. Augusta Cândida Emília de Ataíde, casou em 1824 com seu primo coirmão Miguel Pereira Pinto de Queiroz, e deixou descendência, nos Queiroz de Ataíde, do Solar da Rua Direita e da quinta e casa do Cruzeiro, em Viseu), também herdou da sua mãe, D. Ana Joaquina de Ataíde Azevedo e Brito Malafaya, o referido senhorio da honra e quinta de Barbosa, que exerceu até 1834, data de extinção dos senhorios em Portugal.
Por parte de sua mãe, foi ainda herdeiro e representante de vários antigos vínculos, incluindo o morgadio instituído por Cristóvão de Brito (que era casado com D.  Brites de Ataíde, irmã do 3.º conde de Atouguia) no ano de 1559, a capela instituída pelo irmão deste, Lopo de Brito, 2.º capitão de Ceilão, e sua mulher, Iria de Brito Freire de Andrade, o morgadio de Valbom, pertencente a outro Lopo de Brito, neto paterno do 2.º capitão de Ceilão, e sua mulher D. Maria de Alcáçova Carneiro - esta última em representação dos Silvas, alcaides de Campo Maior e Ouguela - o vínculo instituído por Urraca Lourenço da Cunha em 1269, o vínculo instituído em 1574 por Francisca de Magalhães - bisneta de Diogo Cão e sobrinha bisneta de Fernão de Magalhães - e a quinta e honra de Ataíde, senhorio do século XII e solar de origem da família do mesmo nome.
Em Ataíde, os seus ascendentes possuíram durante várias gerações um hospital, na ermida de Nossa Senhora da Natividade (atual capela do Pinheiro), junto à antiga torre de Ataíde, que administravam e sustentavam à sua custa.
Participou na guerra contra os franceses, tendo assentado praça, voluntariamente, no regimento de Cavalaria 12, como soldado cadete, no ano de 1811; nesse mesmo ano foi  promovido a alferes, a que se seguiu, em 1813, a promoção a tenente, sempre do regimento de cavalaria n.º 12, onde fez as campanhas militares que ocorreram de 1811 a 1814.
No ano de 1817, ainda servia, em Bragança, como tenente, tendo obtido a sua demissão em 1817.
Subsequentemente, foi coronel e comandante do regimento de Milícias de Vila Real, cargo que ocupava em 6 de setembro de 1823 (o mesmo cargo que seu pai já exercera, no ano de 1804).
Participou também na revolta anti - liberal, chefiada pelo seu primo segundo, o 1.º Marquês de Chaves e 2.º Conde de Amarante, que teve lugar em Vila Real, em 23 de fevereiro de 1823. E uma das propriedades que possuía - a acima referida e hoje denominada como Casa dos Maias (Fundão) - foi cedida pela sua família para servir de quartel do exército miguelista na guerra civil, no ano de 1829.
Foi comendador da Ordem de Cristo.
Segundo seus superiores no exército, era muito "instruído nas leis do país e militares"; teve alvará de moço-fidalgo da casa real, com tratamento de senhoria, em 29 de julho de 1825,  e recebeu a confirmação do senhorio da Honra de Barbosa pela acima referida carta régia de 1826.
Foi também Presidente da câmara municipal de Penafiel, de 10.09.1846 a 22.02.1847.

## Casamentos e descendência
Casou duas vezes:
- A primeira vez, com D. Maria Ludovina de Melo Sampaio (1805 - 1837), filha de Lopo Vaz de Sampaio e Melo, da varonia dos Sampaios, senhores de Ribalonga, e de sua mulher Maria Vitória de Melo e Sampaio, senhora da casa de Gouvinhas;[17][43] com geração, nomeadamente o governador-civil de Angra do Heroísmo, Faro e Viana do Castelo, D. Miguel Vaz Guedes de Ataíde.

- A segunda vez, com D. Maria Inocência Pinto de Sousa Coutinho, filha de Aires Pinto de Sousa Coutinho (filho segundogênito do 1.º Visconde de Balsemão), do conselho de Sua Majestade, capitão-general dos Açores, governador das Justiças e da Relação da cidade do Porto, etc., e de sua mulher Maria do Carmo de Mendonça Teixeira de Magalhães.; com geração, nomeadamente D. Mendo Vaz Guedes de Ataíde e Lencastre, em cujos descendentes veio a recair (em 1924) a posse da atual quinta e torre (antiga honra) de Barbosa.[44]